# Inmigración filipina en Chile
La inmigración filipina en Chile se refiere al movimiento migratorio desde la República de Filipinas hacia la República de Chile. Históricamente, Chile no ha sido un destino masivo para los inmigrantes filipinos, incluso más bajo comparado a otros países de Sudamérica, sin embargo, el desarrollo económico alcanzado por la economía de Chile, siendo una de las más prósperas de América Latina, ha motivado a trabajadores filipinos a emigrar hacia el país sudamericano desde comienzos de los años 2010, en especial mujeres trabajadoras domésticas que se desempeñan como nanas sujetas a contrato y que residen en el domicilio con sus empleadores (puertas adentro), creándose agencias de empleos exclusivas para el rubro y nacionalidad, quienes realizan los contactos entre Chile y Filipinas con el propósito de ser contratadas en su mayoría por familias chilenas de la clase alta.
Pese a que ambos territorios comparten rasgos culturales en común, como la religión católica y la arquitectura colonial, al haber formado parte del Imperio español, el idioma español en Filipinas ya no es de uso común como lo era en la época previa a la ocupación estadounidense, siendo hablado por una minoría y en donde se impuso el inglés como lengua vehicular e incluso lengua materna en algunas localidades.